# 10512 Yamandu
10512 Yamandu è un asteroide della fascia principale. Scoperto nel 1989, presenta un'orbita caratterizzata da un semiasse maggiore pari a 2,4189020 au e da un'eccentricità di 0,1586809, inclinata di 3,61215° rispetto all'eclittica.
L'asteroide è dedicato all'astronomo amatoriale uruguaiano Yamandu Alejandro Fernandez.